# Katarina d'Alençon
Katarina d'Alençon (Catherine; prije 1396. – 22. lipnja 1462.) bila je francuska plemkinja i bavarska vojvotkinja kao druga supruga Ludviga VII. Bavarskog.

## Biografija
Katarinini roditelji bili su alençonski grof Petar II. i njegova supruga Marija Chamaillart, vikontica Beaumont-au-Mainea. Petar je bio član dinastije Valois. Katarina se udala za Petra d'Évreuxa, s kojim nije imala djece. Nakon Petrove smrti, Katarina se preudala za Ludviga Bavarskog; brak je stvorio savez između Bavarske i Francuske. Ludvigu je Katarina rodila sina Ivana i kćer. Ludvig je umro 1. svibnja 1447. godine, a Katarina 1462. u Parizu.